# 凌志美
凌志美（英語：Laura G. Ling，1976年12月1日—）是一名华裔美國人记者。

## 生平
现任美國潮流電視台記者，與其姐姐凌志慧同為國家地理頻道和有線電視新聞網的特約通訊員。
2009年3月17日因與另一名記者李承恩從中華人民共和國無簽證入境朝鮮，被朝鲜方面拘留並判處12年勞動改造。經美國前總統比爾·克林頓的交涉，得到金正日的特赦，已於2009年8月5日離開平壤，返回洛杉磯。